# Comuna Zahalți, Borodeanka
Zahalți (în ucraineană Загальці) este o comună în raionul Borodeanka, regiunea Kiev, Ucraina, formată din satele Bondarnea, Hai, Nova Buda, Potașnea și Zahalți (reședința).

## Demografie
Componența lingvistică a comunei Zahalți
     Ucraineană (96,91%)
     Rusă (2,87%)
     Alte limbi (0,16%)
Conform recensământului din 2001, majoritatea populației comunei Zahalți era vorbitoare de ucraineană (96,91%), existând în minoritate și vorbitori de rusă (2,87%).